# پیزگا (آیووا)
پیزگا (به انگلیسی: Pisgah) شهری در ایالت آیووا کشور ایالات متحده آمریکا است که جمعیت آن در سرشماری سال ۲۰۱۰ میلادی، ۲۵۱ نفر بوده‌است.